# Ottavio Garaventa
Ottavio Garaventa (* 26. Januar 1934 in Genua; † 18. März 2014 in Savignone) war ein italienischer Opernsänger in der Stimmlage Tenor.

## Leben

### Ausbildung und Karrierebeginn
Garaventa war ein Neffe der italienischen Sopranistin Rosetta Noli (* 1926). Von ihr erhielt er seinen ersten Gesangsunterricht; weitere Studien absolvierte er bei Vladimiro Badiali. Er debütierte 1959 zunächst als Bariton und sang u. a. die Titelrolle in der Oper Der Barbier von Sevilla. Er ließ sich dann zum Tenor ausbilden; bei einem USA-Gastspiel mit einer italienischen Operntruppe sang er 1963 in Cincinnati seine erste Tenor-Rolle, den Turiddu in Cavalleria rusticana. Sein offizielles Opern-Debüt erfolgte 1964 am Teatro Nuovo in Mailand mit der Rolle des Don Ottavio in Don Giovanni. 1965 gewann er den Gesangswettbewerb „Concorso di Voci Verdiane“ in Busseto sowie weitere Wettbewerbe in Genua und Modena.

### Karriere in Italien
1966 trat er am Teatro Comunale Modena als Des Grieux in der Oper Manon auf; seine Partnerin in der Titelrolle war Mirella Freni. 1967 sang er am Teatro Massimo Palermo in der Uraufführung der Oper Il Gattopardo von Angelo Musco (1925–1969). 1968 gab er sein Debüt an der Mailänder Scala als Riccardo in Maria di Rohan. An der Scala gastierte er weiters 1978 als Carlo Moor in I masnadieri und 1981 als Rodolfo in La Bohème. 
1971, 1975 und 1979 trat er bei den Festspielen in der Arena di Verona auf; dort nochmals 1981 als Ismaele in Nabucco und als Herzog in Rigoletto. Mit dem Ensemble der Arena di Verona gastierte er, als Partner von Anna Moffo, im April 1980 als Alfredo in La Traviata im Internationalen Congress Centrum Berlin in Berlin.
Mehrfach sang er am Opernhaus Rom. 1977 wirkte er bei den Opernfestspielen in den Caracalla-Thermen mit; er sang dort den Herzog in Rigoletto. 1978 gastierte er am Teatro La Fenice in Venedig in der italienischen Erstaufführung von Les martyrs, der französischen Fassung der Oper Poliuto von Gaetano Donizetti; seine Partner waren Leyla Gencer und Renato Bruson. Gastauftritte hatte er außerdem am Teatro San Carlo in Neapel, am Teatro Regio in Parma und häufig am Teatro Regio di Torino; dort sang er u. a. Leicester in Maria Stuarda und, in der Spielzeit 1981/82, Percy in Anna Bolena. 1983 sang er am Teatro Donizetti in Bergamo ebenfalls die Rolle des Lord Percy in Anna Bolena. 1990 gastierte er nochmals am Teatro Regio Parma, diesmal als Radamès in Aida. 1985 sang er zur Spielzeiteröffnung am Teatro Comunale dell’Opera di Genova die Rolle des Cadmo in der Wiederaufführung der Oper Il Diluvio universale von Gaetano Donizetti. Im September 1985 trat er im Teatro del Giglio in Lucca als Admeto in der Oper Dejanice von Alfredo Catalani auf. 1986 sang er Teatro Regio in Turin, „stimmlich immer noch in Form und darstellerisch von Format und Impulsivität“, den Riccardo in Un ballo in maschera. 1987 sang er am Teatro Margherita in Genua den Faust in Mefistofele.
Er sang außerdem bei den Puccini-Festspielen in Torre del Lago, beim Donizetti-Festival in Bergamo (1987; als Tamas in Gemma di Vergy), beim Opernfestival in Macerata (XXIV. Stagione Lirica 1988, als Cavaradossi in Tosca in der Arena Sferisterio) und in Livorno (im September 1992 als Giorgio in I Rantzau von Pietro Mascagni, mit dem Orchestra Accademia Strumentale Toscana, Dirigent: Bruno Rigacci).

### Gastspiele in Europa und Übersee
Er trat beim Glyndebourne Festival (1967; als Rodolfo in La Bohème), beim Edinburgh Festival (1972; als Arturo in La Straniera von Vincenzo Bellini) und beim Festival in Aix-en-Provence (1974; als Rodolfo in Luisa Miller) auf. 
Im Juni 1974 trat er erstmals an der Wiener Staatsoper auf; dort debütierte er als Gustaf III. in Un ballo in maschera. Bis 1988 trat er dort regelmäßig immer wieder auf. Weitere Rollen an der Wiener Staatsoper waren u. a.: Alfredo in La traviata (Debüt: November 1974), Herzog in Rigoletto (Debüt: November 1974; zuletzt September 1978), Rodolfo in La Bohème (September 1977), Tebaldo in I Capuleti e i Montecchi (Spielzeit 1977/78), Pinkerton in Madama Butterfly (Debüt: September 1977; zuletzt im März 1988) und, kurzfristig als Einspringer, Edgardo in Lucia di Lammermoor (im November 1987).
1980 gastierte er am Théâtre Royal de la Monnaie in Brüssel in der Tenorrolle des Marcello di Bruges in Donizettis unvollendeter Oper Il duca d’Alba. 1981 übernahm er am Opernhaus von Monte Carlo die Rolle des Riccardo in einer Neuinszenierung der Oper Un ballo in maschera. Im Oktober 1981 sang er am Nationaltheater Mannheim in der Reihe „Festliche Opernabende“ neben Sona Ghazarian (als Violetta) die Rolle des Alfredo Germont; er war hierbei kurzfristig für Giacomo Aragall eingesprungen. Im März 1988 sang er die Rolle des Königs Carlo VII. in der frühen Verdi-Oper Giovanna d’Arco in einer konzertanten Aufführung in der Alten Oper Frankfurt, mit Margaret Price in der Titelrolle als Partnerin. 
Weitere Gastspiele gab er in Amsterdam (1969), in Lüttich (September 1988, als Calaf in Turandot im Palais des Sports), Bordeaux, Marseille, in Lissabon und bei Internationalen Maifestspielen Wiesbaden. 
1965 sang er an der Cincinnati Opera den Rodolfo in Luisa Miller. Zwischen 1968 und 1970 trat er an der Lyric Opera of Chicago auf (Fenton in Falstaff; Graf Almaviva in Der Barbier von Sevilla). Er gastierte weiters an der San Francisco Opera, am Teatro Colón in Buenos Aires und in Tokio (1984; als Leicester).

### Ruhestand, Privates und Tod
1993 gab Garaventa seine aktive Opernkarriere offiziell auf. Im Juli 2013 trat er nochmals bei einem Jubiläums-Konzert zum 200. Geburtstag von Giuseppe Verdi auf. Garaventa war einige Jahre Leiter des Festival Internazionale di Musica di Savignone.
Garaventa war verheiratet. Aus der Ehe mit seiner Ehefrau Lilli ging eine Tochter hervor. Gemeinsam mit seiner Tochter gründete er eine Stiftung für den Sängernachwuchs. Er starb im März 2014 nach schwerer Krankheit im Alter von 80 Jahren in seinem Wohnort Savignone in der Provinz Ligurien und wurde am 20. März 2014 dort beigesetzt.

## Repertoire und Tondokumente
Garaventa sang im Verlauf seiner Karriere hauptsächlich das lyrische Tenor-Fach in den Opern von Vincenzo Bellini und Gaetano Donizetti. Er war ein Belcanto-Spezialist. Daneben sang er klassische lyrische Fachpartien des italienischen Repertoires, u. a. Alfredo in La traviata. Als seine besondere Glanzpartie galt der Riccardo/Gustavo in Verdi Un ballo in maschera. Außerhalb des italienischen Repertoires sang Garaventa u. a. Lenski in Eugen Onegin.
Für die Schallplatte spielte Garaventa u. a. eine Duett-Platte mit Ausschnitten aus dem Verdi-Otello und dem Rossini-Otello mit Virginia Zeani als Partnerin ein. Die Anzahl seiner Studioaufnahmen ist insgesamt jedoch sehr gering.
Es existieren jedoch zahlreiche Rundfunkaufnahmen und Live-Mitschnitte von Opern, u. a. Mosè (1968), Poliuto (Teatro La Fenice; 1978) und ein Video-Mitschnitt von Nabucco (1981; Arena di Verona).